# チキタ★GuGu
『チキタ★GuGu』は、TONOによる日本の漫画。『ネムキ』（朝日ソノラマ）において、1997年9月号から2007年5月号まで連載された。全8巻。2007年にセンス・オブ・ジェンダー賞特別賞を受賞している。

## 概要
架空の世界を舞台としたファンタジー漫画で、衣装などはやや中華風。リアル調からは遠い、デフォルメのきいた可愛らしい絵柄とは裏腹に、人権意識の薄い前時代的な文明のため殺人や強姦などが頻繁に起こり、貧富の差も激しい殺伐とした世界観となっている。妖による人間の捕食、飢饉による食人が繰り返し描かれ、一つのテーマともなっている。また、本来なら相容れ難い捕食者と被食者、加害者と被害者の心の交流も主軸となっている。
センス・オブ・ジェンダー賞で本作を推した評論家の荻上チキは、妖怪譚などにもみられる異種同士の付き合いをめぐる話の中で、「捕食する-される」という関係にあった者同士の間に芽生える、「ストックホルム症候群的な幸福」を描きながら、その幸福を複雑に対立させることで、「単なる『成長譚』や『状況適応』として提示せず、読者自身を『幸福観の対立する中、いかように選択するか』という問いの構造に巻き込んでいく」作品と評している。

## あらすじ
不可思議な力を持ち、ときに人間を脅かす「妖（あやし）」と呼ばれるものたちが存在する世界。あやし退治や護符書きなど「あやしい屋」を生業とするグーグー家のチキタは、幼いころに妖によって家族を殺され一族最後の一人になる。ある日チキタ・グーグーの前に、変幻自在の人食い妖ラー・ラム・デラルが現れた。ラーはチキタの家族を殺して食べた妖だった。ラーによればチキタは「不味い人間」であり、人食い妖にとっては舐めただけでも猛毒になる特異体質らしい。ただし不味い人間を百年間飼育すると毒はなくなり非常に美味しくなるのだという。かくして、ラーとチキタの「共に過ごす100年」が始まった。
巨大な力を持つラーから逃げることはできず、チキタはラーと家族のように暮らすことになった。人食い妖オルグと100年生きた「不味い人間」で、人食い人間のクリップと出会い、元々敵のような間柄だったあやしい屋の一族・シャンシャンのニッケルを保護し、同居することになる。チキタは、ラーと共に暮らすことで少年のまま成長が止まり、普通の人々と距離を取って暮らすようになっていった。ニッケルはラーを怖がらず親しく過ごし、ラーにいつか自分を食べるように告げる。しかし、突然の事件で人食い妖に襲われ、ニッケルはチキタをかばって落命。ラーはニッケルを愛しており、その死体を食べることはなかった。赤ん坊のように幼い心の人食いラーは初めて大切な人の死を知り、自分が多くの人を殺してきたことと、徐々に向き合うことになる。クリップはチキタのもとで、人間を食べずに衰弱したオルグを救う方法を探していたが、その方法を見つけることができず姿を消した。
クリップ失踪の直後、ある里で原因不明の大量死事件が起こる。数年後、チキタはのもとに同業者のサデュースが訪れ、事件がクリップの仕業であると告げる。チキタは彼女とニッケルの弟バランスと共に、クリップがいるという慈悲深い皇帝ペトラスの宮廷に入り込み、そこで人間を犠牲に恐ろしい事態が進行していることを知る。皇帝ペトラス、「不味い人間」と人食いの関係、ラーという人食いの誕生に、グーグー家の先祖が関与していることに気が付き、謎を探っていく。

## 登場人物

### 主要人物
チキタ・グーグー
妖や魔術を扱う「妖しい屋」の名家グーグー家の少年。しかし、赤ん坊の頃にラー・ラム・デラルによって他の家族を殺されてしまったので、家業に関する知識は特に無い。人食いの妖にとって「死ぬほど不味い（比喩ではなく、その血の一滴、涙一粒すら妖には猛毒となる）」という特異体質の持ち主であったため殺されずに済んだが、それゆえにラーとの奇妙な同居生活を始めることになった。同居を始めてすぐに、食物連鎖としてラーに食べられることをあきらめ、受け入れている。自分をいつか殺す相手に保護されるという特異な環境で育ち、家族を殺し、いつか自分を殺す人食い妖ラーを大切に思うようになっていく。
ラー・ラム・デラル
変化術に長けた強力な人食いの妖。チキタが赤ん坊の頃グーグー家を襲い、チキタ以外の一族を殺害して食べた。チキタが不味い体質であることから、「不味い人間を百年間育てると至上の美味になる」という人食い仲間での風説に従って彼を飼育することに決めた。変化術で人間を騙しておびきよせて食べることを得意とするが、人間の深い心理は理解しておらず、人間をコミュニケーションの対象と考えてもいなかった。夢に出てきたカナヤンとチョロルのアドバイスで、チキタを100年生きさせるため精神状態に気を配るようになり、メンタルケアとしてコミュニケーションを行うことで、徐々にチキタを大切に思うようになっていく。男にも女にも、大人にも子供にもなれ、長髪の美しい人間の姿に変身する。チキタと暮らすときは、チキタと同年代の少年の姿か、チキタがかわいいと言った妖シャルボンヌに似た熊の姿を取ることが多い。額にマークがあり、のちにこれがグーグー家の家紋であることがわかる。
クリップ
チキタとラーの前に現れた謎の少年。「人食い」を名乗り、妖術すら使うが、実は妖ではなく人間である。チキタ同様、妖にとって「不味い」体質を持つ。戦乱で食料の不足した土地に生まれ、死んだ兵士の遺体を常食としていた。その事実が露見して恋した少女に拒否され、激しい迫害で家族を殺された。死を望んで妖の棲むという山に入ってオルグと出会う。オルグとの「百年」を経て、不老の体質と妖術を得たが、自分を食べることなく衰弱してしまったオルグを救うために旅をしている。
オルグ
黒い体毛と二股の尻尾を持つ、イタチのような小動物の姿をした妖。姿は小さいが強大な力を持つ。300年前にクリップと会い、彼を百年間飼育したが、その間に情が移って彼を食べられなくなってしまった。クリップが自分を大切に思うことで、人間の生き方から外れていることを心配している。絶食のため肉体の衰弱が進行し自分では動けなくなってしまったため、普段はクリップの持つ杖の先の飾りとなっている。

### 人間
ハイカ
ハイカ家の娘で、チキタの幼馴染の少女。面倒見の良い優しい性格。妖しい屋に関する知識は特に持っていない。家族を皆殺しにされた幼いチキタがハイカ家に引き取られたため、チキタと家族同然に育った。チキタと同い年であるが、世話焼きな性格でまるでチキタよりも年上の姉のようである。チキタの成長が止まったことで、チキタから距離を置かれ疎遠になったが、互いに大切に思っている。
ニッケル・シャンシャン
「妖しい屋」シャンシャン一族の者。ニッケルを溺愛する母親によって育てられた。一夫多妻制で跡取り候補たる子供も大量にいるシャンシャン一族において、一番の跡取り候補として扱われる優秀な人物。母はニッケルを後継ぎにさせるために、ライバルとなる異母兄弟たちを多数暗殺しており、ニッケルはそんな母を咎める気持ちを持ちつつ愛している。母はチキタの暗殺を目論んでラーの手で死亡しニッケルも負傷、その治療の中で男ではなく女であるため本来跡取りとなる資格を持っていないことが露見する。キサスたち他の異母兄弟は病床のニッケルを強姦し、ニッケルは一族から逃亡。後に同じ依頼を受けたことから、チキタとラーはニッケルが受けた仕打ちを知り、彼女を保護して同居することになる。ラーを怖がらずに親しく暮らし、赤ん坊のようなものと評する。チキタを人食い妖からかばって死亡。
キサス・シャンシャン
ニッケルの異母兄弟。ニッケルが一族を追われた後は跡継ぎの最有力候補となった。跡取り競争を巡って、仲の良い同母弟をニッケルの母に殺されており、ニッケルを憎んでいるが、同時に優秀なニッケルへの憧れも持ち合わせている。ニッケルが女性だとわかった際に恋情からタガが外れ、病床のニッケルを他の兄弟と共に強姦、そのあと他の兄弟とニッケルから手を引かせるために決闘し、顔に傷を負った。人食い妖との戦闘で死亡。
バランス・シャンシャン
ニッケルやキサスの異母弟。肌は褐色。他の兄弟と違って後継ぎになる事への執着は少ないが、人食い妖との戦闘でシャンシャン一族の多くが死亡したため、跡取りと目されるようになった。本人いわく、術の才能はないが危険を察する直感に優れている。普段は糸目だが、“戦闘用”の顔になると大きく目を見開き、強い術を振るう。サデュースと恋仲で、のちに結婚。
サデュース・ザイセル
「妖しい屋」ザイセル一族の跡継ぎ娘。言霊の術を得意とする。7年前に一族の住んでいた土地で住人が全滅する怪異が発生したとき、父親と旅に出ていて命拾いした。その後、クリップがこの怪異の首謀者であることを突き止めて彼を追っている。
パイエ
娼婦として育てられた盗賊の娘。体には痛覚がなく善悪の観念が欠如している。サデュースの兄クラフトと付き合っていたことがあり、妖術に関する知識を持っている。
ペトラス・モロン
本作の舞台となっている地域を治めるモロン朝廷の皇帝。温厚で気さくな老人。自分の死とともに、自分の蓄えた統治のための知識や経験が失われることを恐れて、国中の妖しい屋を集めて延命の研究をしている。
ダムダム・グーグー
500年ほど前のグーグー家の人間。チキタの先祖に当たる。妖作りの名人であったといわれ、ラーはダムダムの名に聞き覚えがあった。

### 妖
シャルボンヌ
水玉模様の熊の姿をした妖。人間の汗や体臭が染み込んだ布を食べる「布食い」。毛皮を水玉に染めている染料には有毒な物質が含まれているが、当人は気付いていない。
ギスチョ
一つ目の凶暴な妖。もともと人間であり、親に殺された。人間に対して強い憎悪を燃やしている。チキタを養育して食べるのではなく、他の妖に対する毒物として利用することを思いつく。
カナヤン
緑の肌に大きな赤い目をした人食いの妖。第一話でチキタの涙を舐めてしまったために中毒を起こして死んだ。しかしその後なぜかラー・ラム・デラルの夢の中にたびたび姿を現す。
チョロル
巨大な猫のような姿をした妖。かつてオルグと共に暮らしていたが、クリップを食べようとして死んだ。なぜかラー・ラム・デラルの夢の中にたびたび姿を現す。

## 単行本
朝日ソノラマ「眠れぬ夜の奇妙な話コミックス」より刊行。7巻発売後に朝日ソノラマが廃業したため、8巻以外には出版元を朝日新聞社出版局（現・朝日新聞出版）とする新版が存在する。
1. ISBN 4257904003
  - 新版 ISBN 4022130040
2. ISBN 425790447X
  - 新版 ISBN 4022130059
3. ISBN 4257904526
  - 新版 ISBN 4022130067
4. ISBN 4257904690
  - 新版 ISBN 4022130075
5. ISBN 4257905220
  - 新版 ISBN 4022130083
6. ISBN 4257905670
  - 新版 ISBN 4022130091
7. ISBN 4257905778
  - 新版 ISBN 4022130105
8. ISBN 4022131179 （最終巻）